# Sandoa
Sandoa este un oraș în  provincia Katanga, Republica Democrată Congo. În 2012 avea o populație de 10 208 de locuitori, iar în 2004 avea 8 662.